# Fazlur Rahman
Fazlur Rahman, właśc. Fazlur Rahman Malik (urdu ‏فضل الرحمان ملک‎; ur. 21 września 1919, zm. 26 lipca 1988) – pakistański filozof i liberalny myśliciel islamski, który wykładał na Uniwersytecie w Chicago od 1969 roku aż do śmierci. Jego dzieła budzą szerokie zainteresowanie i krytykę w krajach, w których większość stanowią muzułmanie. Ponad tysiąc duchowych, faqihów, muftich i nauczycieli w jego własnym kraju protestowało przeciwko niemu, co ostatecznie doprowadziło do wygnania z Pakistanu.
Wraz z rodziną opuścił Pakistan i wykładał na uniwersytetach w Los Angeles, a od 1969 roku w Chicago. Był doradcą Departamentu Stanu USA i Białego Domu. Kilkakrotnie podróżował do Indonezji, aby na zlecenie rządu zaprojektować uniwersytecki kurs islamistyki. Rahman mieszkał w USA aż do swojej śmierci w 1988 roku.

## Prace
- Avicenna's Psychology. edytowane i tłumaczone przez Fazlura Rahmana, Londyn 1952
- Islamic Methodology in History. Karachi 1965
- The Philosophy of Mulla Sadra. Studies in Islamic Philosophy and Science. State University of New York Press, Albany, 1975
- Islam. 2. wyd. Chicago, Ill., Univ. of Chicago Pr., 1979 ISBN 0-226-70281-2
- Islam and Modernity w książce Liberal Islam. A Sourcebook (Charles Kurzman). Chicago 1982, s. 304-318 ISBN 0-226-70284-7
- Towards reformulating the Method of Islamic Law: Sheikh Yamani on "Public Interest". Journal of International Law and Politics
- Some key ethical concepts of the Quran. Journal of Religious Ethics. 1983.